# Shell Rock (Iowa)
Pour les articles homonymes, voir Shell Rock.
Shell Rock est une ville du comté de Butler, en Iowa, aux États-Unis. Elle est implantée en bordure de la rivière Shell Rock (en).

## Source de la traduction
- (en) Cet article est partiellement ou en totalité issu de l’article de Wikipédia en anglais intitulé « Shell Rock, Iowa » (voir la liste des auteurs).